# Botaló

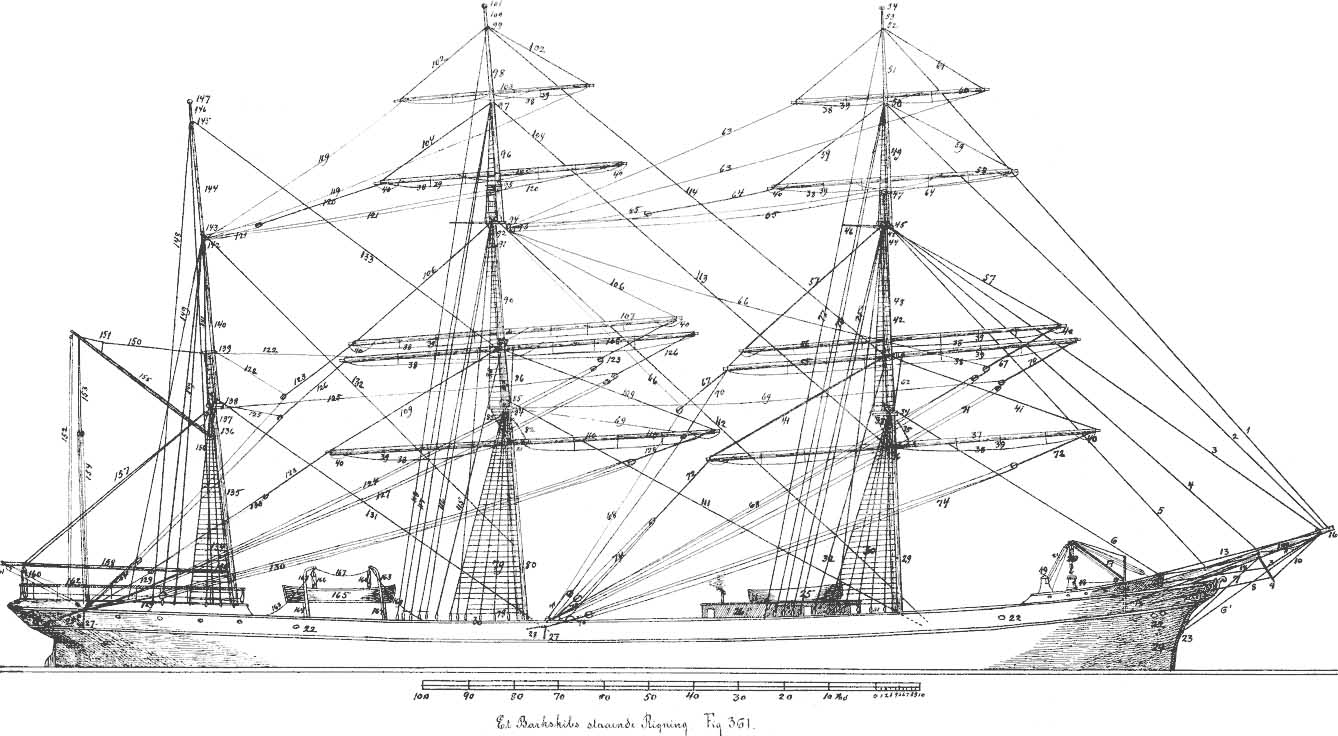
14. Bauprès 15. Botaló de floc 16. Botaló de petifloc

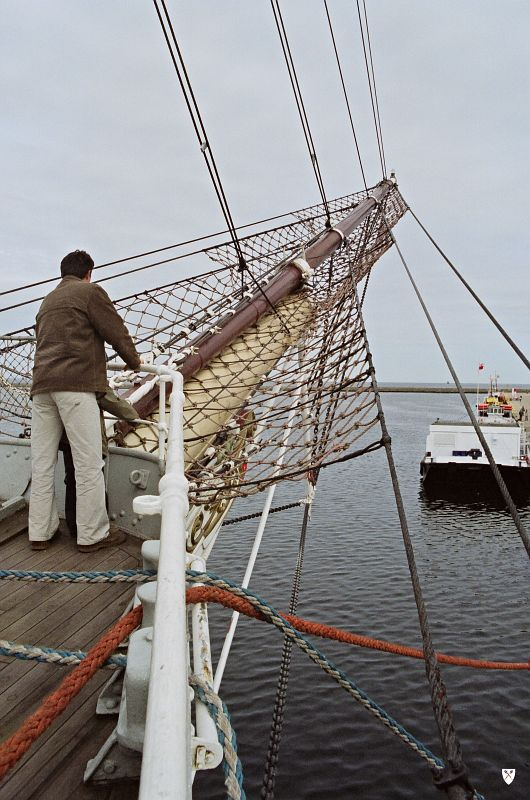
Botaló de la fragata Dar Pomorza

S'anomena  botaló  l'allargament del bauprès o d'una verga que corre paral·lelament a la perxa principal. Serveix per fermar-hi més flocs o, en les vergues, veles d'ala o rastreres.
En les embarcacions menors, com ara les barques, es denomina botaló al bauprès (en una peça única).

En els baupresos de fusta formats de tres peces, el bauprès pròpiament dit, la porció de pal que neix a la coberta, es veu allargada per un primer botaló, el botaló de floc, i aquest per un de segon el botaló de petifloc. Les unions entre ells, es fan amb un tamboret.

## Etimologia
Mot híbrid format de botar ‘posar fora’ i loo (o lof) ‘vent’ JAL48

## Tipus de botaló
Es distingeixen diferents tipus de botaló:
- botaló d'ala . El que surt fora de les vergues per amura les veles anomenades  ales .
- botaló de floc . Pal rodó que col·locat sobre el bauprès surt cap a fora per la boca de la tina del tamboret i serveix per allargar el floc.
- botaló de petifloc . Espiga del botaló de floc o un altre pal més petit, amb un cèrcol que serveix per alliberar el petifloc.
- botaló de rastrera . El que surt del costat del vaixell i serveix per a alliberar les veles que es diuen  rastreres .